# Black (série de televisão)
Black (hangul: 블랙; rr: Beullaek) é uma série sul-coreana exibida pela emissora OCN de 14 de outubro a 10 de dezembro de 2017, estrelada por Song Seung-heon, Go Ara, Lee El e Kim Dong-jun.

## Enredo
Refere-se a história de um ceifador forçado a rastrear seu parceiro fugitivo. No processo, ele descobre a verdade sobre uma série de assassinatos de 20 anos atrás. Investigar os assassinatos complica o papel principal do ceifador, que é o de guiar o falecido à sua vida após a morte, especialmente depois que ele se apaixona por uma mulher mortal - o que o leva a quebrar regras sobrenaturais contra o envolvimento em assuntos humanos.

## Elenco

### Elenco principal
- Song Seung-heon como detetive Han Moo-gang / Black (Ceifador #444)

Um Ceifador que assumiu o corpo de um detetive chamado Han Moo-Gang.
- Go Ara como Kang Ha-ram

Uma mulher que consegue prever a morte, através de uma sombra escura pairando sobre alguém.
- Lee El como Yoon Soo-wan

Uma médica apaixonada por Han Moo-gang. Em uma idade jovem ela foi adotada, porém mais tarde, acabou sendo vítima de ataques sexuais.
- Kim Dong-jun como Oh Man-soo

Um chaebol da segunda geração.

### Elenco de apoio

#### Pessoas ao redor de Ha-ram
- Kim Jung-young como mãe de Ha-ram
- Kim Hyung-min como Kang Soo-hyuk, pai de Ha-ram
- Go Seung-bo como Hoon-seok, meio irmão de Ha-ram
- Park Jung-hak como padrasto de Ha-ram

#### Ceifadores
- Kim Tae-woo como ceifador #444
- Park Doo-sik como Je Soo-dong/ceifador #419
- Jo Jae-yoon como ceifador #007
- Lee Kyu-bok como ceifador #416
  - Jung Jun-won como Jang Hyun-soo, #416 forma real

#### Pessoas ao redor de Man-soo
- Lee Do-kyung como Oh Chun-soo, pai de Man-soo
- Choi Min-chul como Oh Man-ho, meio-irmão de Man-soo
- Choi Won-hong como Oh Sang-min, filho de Man-ho
- Kim Jae-young como Leo/Kim Woo-sik
- Oh Cho-hee como Tiffany/Lee Young-hee
- Kim Young-sun como la madre de Man-soo

## Trilha sonora

### Parte 1
| N.º            | Título                | Artista        | Duração |  |
| 1.             | "Take Me Out"         | Nam Tae-hyun   | 4:31    |  |
| 2.             | "Take Me Out" (Inst.) | Nam Tae-hyun   | 4:31    |  |
| Duração total: | Duração total:        | Duração total: | 9:02    |  |

### Parte 2
| N.º            | Título                | Artista        | Duração |  |
| 1.             | "Like A Film"         | leeSA (리싸)   | 3:37    |  |
| 2.             | "Like A Film" (Inst.) | leeSA (리싸)   | 3:41    |  |
| Duração total: | Duração total:        | Duração total: | 7:18    |  |

### Parte 3
| N.º            | Título               | Artista             | Duração |  |
| 1.             | "Another Me"         | Han Min-Chae (민채) | 4:35    |  |
| 2.             | "Another Me" (Inst.) | Han Min-Chae (민채) | 4:41    |  |
| Duração total: | Duração total:       | Duração total:      | 9:16    |  |

## Recepção
Na tabela abaixo, os números azuis representam as audiências mais baixas e os números vermelhos representam as audiências mais elevadas.
| Episódio | Data de transmissão original | Audiência média | Audiência média | Audiência média | Audiência média |
| Episódio | Data de transmissão original | AGB Nielsen     | AGB Nielsen     | TNmS            |                 |
| Episódio | Data de transmissão original | Em todo o país  | Seul            | TNmS            |                 |
| -------- | ---------------------------- | --------------- | --------------- | --------------- | --------------- |
| 1        | 14 de outubro de 2017        | 2.141%          | 2.416%          | 2.0%            |                 |
| 2        | 15 de outubro de 2017        | 3.876%          | 4.170%          | 3.0%            |                 |
| 3        | 21 de outubro de 2017        | 3.963%          | 4.715%          | 2.7%            |                 |
| 4        | 22 de outubro de 2017        | 4.318%          | 5.080%          | 3.7%            |                 |
| 5        | 28 de outubro de 2017        | 3.595%          | 4.229%          | 2.9%            |                 |
| 6        | 29 de outubro de 2017        | 4.087%          | 4.714%          | 3.6%            |                 |
| 7        | 4 de novembro de 2017        | 3.580%          | 4.427%          | 3.0%            |                 |
| 8        | 5 de novembro de 2017        | 3.247%          | 3.727%          | 2.6%            |                 |
| 9        | 11 de novembro de 2017       | 2.966%          | 3.636%          | 2.3%            |                 |
| 10       | 12 de novembro de 2017       | 3.409%          | 4.245%          | 3.6%            |                 |
| 11       | 18 de novembro de 2017       | 2.535%          | 2.795%          | 2.1%            |                 |
| 12       | 19 de novembro de 2017       | 3.074%          | 3.613%          | 2.9%            |                 |
| 13       | 25 de novembro de 2017       | 2.532%          | 2.707%          | 2.4%            |                 |
| 14       | 26 de novembro de 2017       | 3.038%          | 3.234%          | 2.8%            |                 |
| 15       | 2 de dezembro de 2017        | 2.453%          | 2.395%          | 2.0%            |                 |
| 16       | 3 de dezembro de 2017        | 3.470%          | 3.810%          | 2.6%            |                 |
| 17       | 9 de dezembro de 2017        | 3.085%          | 3.403%          | 2.2%            |                 |
| 18       | 10 de dezembro de 2017       | 4.181%          | 4.518%          | 3.7%            |                 |
| Média    | Média                        | 3.308%          | 3.769%          | 2.783%          |                 |